# Ugerløse
 Denne artikel omhandler byen Ugerløse. Der er også andre byer med dette navn, se Ugerløse (Kalundborg Kommune).
Ugerløse er en lille by på Nordvestsjælland med 909 indbyggere  (2025), beliggende i Ugerløse Sogn fem kilometer øst for Undløse, seks kilometer nord for Store Merløse, otte kilometer vest for Tølløse og 17 kilometer syd for Holbæk. Byen tilhører Holbæk Kommune og er beliggende Region Sjælland.
Primærrute 57 passerer tværs gennem byen.
Ugerløse Kirke ligger i byen.
Byen har en Dagli'Brugs og en skole med undervisning frem til 6. klasse. Derefter må eleverne tage til Tølløse.